# 双鳍鲳
双鳍鲳（学名：Nomeus gronovii），又名水母雙鰭鯧、圓鯧，为双鳍鲳科双鳍鲳属的鱼类。分布於全球三大洋熱帶至溫帶海域，棲息深度200-1000公尺，體長可達39公分，幼魚棲息在上層水域，會躲在僧帽水母的觸鬚，成魚則生活在深水域，屬肉食性，可做為食用魚。